# Italo Cassini
Italo Cassini (9. března 1892 Soiana, Itálie – 16. listopadu 1937 Londýn, Spojené království) byl italský bobista. V roce 1932 startoval na olympijských hrách v Lake Placid. V jízdě na dvojbobu vybojoval s Teofilo Rossim šesté místo, s italským čtyřbobem pak obsadil páté místo.